# Cascade (informatica)

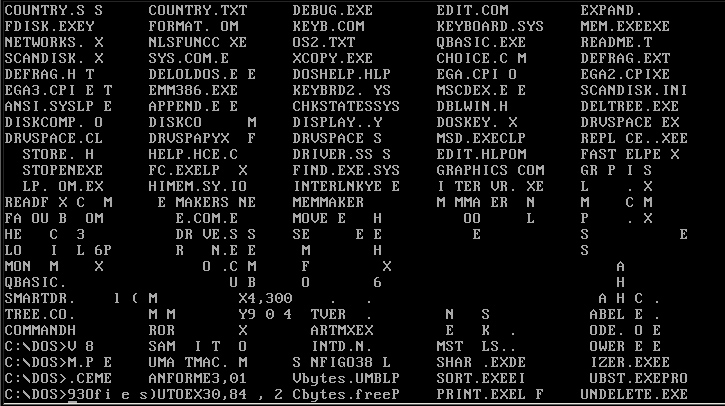
Il virus Cascade in azione.

Cascade è un virus informatico del 1987 che colpisce il sistema operativo MS-DOS.

## Descrizione
Il virus si diffonde infettando i file .COM del sistema MS-DOS: quando l'utente avvia un file infetto, il virus si carica e resta residente in memoria. A questo punto esso aggiunge il suo codice ad ogni file eseguibile con estensione .COM che viene aperto, che cresce di 1.701 byte (1.704 in alcune varianti). Il virus è stato scritto per colpire i computer IBM compatibili: difatti esso verifica se sta girando su una macchina originale controllando la presenza nel BIOS di sistema della stringa "COPR.IBM", una nota di copyright di IBM. Il codice del virus non funziona però come dovrebbe per cui Cascade colpisce anche i computer IBM originali.
Una volta infettato un computer, il virus resta latente finché la data di sistema non cade nell'intervallo compreso fra il 1º ottobre ed il 31 dicembre 1988. A quel punto si manifesta facendo cadere verso il basso tutti i caratteri presenti sullo schermo, che si accatastano uno sull'altro formando delle pile.

## Varianti
Esistono circa 40 varianti del virus, molte delle quali sono tentativi fatti dall'autore originale di Cascade di sistemare, senza successo, il problema del mancato riconoscimento di un computer IBM originale. Una variante, più pericolosa, invece di far cadere i caratteri dello schermo provvede a formattare l'eventuale disco rigido presente nel computer.